# 오픈 레인지
《오픈 레인지》(영어: Open Range)는 미국에서 제작된 2003년 수정주의 서부극 영화이다. 케빈 코스트너가 연출하고 로버트 듀발 등과 함께 출연하였다. 데이비드 발데스 등이 제작에 참여하였다.

## 줄거리
1882년. 노련한 몬태나주 개방 방목장(open range) 목장주 “보스” 스피어먼은 일꾼들을 데리고 국토를 횡단하며 소떼를 몰고 다닌다. 이들이 지나가는 땅의 주인들 중 하나인 부유한 지주 덴턴 백스터는 이들이 자신의 땅에서 공짜로 소떼를 먹이는 것을 못마땅하게 여기고, 양측 간의 싸움이 격화된다.

## 출연진
- 로버트 듀발
- 케빈 코스트너
- 애넷 베닝
- 마이클 갬본
- 마이클 지터
- 디에고 루나
- 제임스 루소
- 에이브러햄 벤루비
- 딘 맥더멋
- 킴 코츠
- 피터 맥닐
- 줄리언 리칭스
- 이언 트레이시

## 기타 제작진
- 배역: 민디 마린
- 미술: 게이 버클리
- 의상: 존 블룸필드
- 특수 효과: 데이비드 J. 네그론 주니어
- 조감독: 브래드 머키, 데이비드 실바